# Thumlock
Thumlock war eine australische Rockband aus Wollongong, die 1994 gegründet wurde und sich 2002 auflöste.

## Geschichte
Die Band wurde 1994 von dem Schlagzeuger Greg Eshman, dem Gitarristen und Sänger Ben Lough und dem Bassisten Wayne Stokes gegründet. Der Name ist eine Zusammensetzung aus den englischen Worten "thumbscrews" („Daumenschrauben“) und "hemlock" („Schierling“). Gegen Ende 1995 wurden vier Lieder für ein erstes selbstbetiteltes Demo in den Main Street Studios aufgenommen, wodurch die Gruppe Auftritte zusammen mit Shifter, Dettol and Mudlungs erreichen konnte. 1997 erschien in Eigenveröffentlichung die EP Dripping Silver Heat, die in den Powerhouse Studios in Sydney aufgenommen worden war und aus fünf Liedern besteht. Nachdem der Gitarrist Raff Iacurto als weiteres Mitglied zur Besetzung gekommen war, wurde eine weitere EP unter dem Namen Lunar Mountain Sunrise aufgenommen und 1999 bei High Beam Music veröffentlicht. Nach Auftritten mit Hawkwind Anfang 2000 schloss sich ebenfalls bei High Beam Music das Debütalbum Emerald Liquid Odyssey an, wodurch die Gruppe ihre Bekanntheit steigern konnte. In Europa wurde das Album über Beard of Stars Records vertrieben. Zudem nahm die Band das Cover Out of Focus für ein Blue-Cheer-Tribute-Album auf. Der Song erschien außerdem als EP in einer Auflage von 200 Stück zusammen mit den exklusiven Studioaufnahmen von Moon Dragon und Zygocact im Juni 2000. Als Single wurde 2001 Rockin’ Course ausgekoppelt, welche mehrfach im Radio gespielt wurde. Nach einer Single namens Modulator, auf der unter anderem auch eine Coverversion des Hawkwind-Liedes You Shouldn't Do That enthalten ist, erschien im April 2002 das zweite Album Sojourns Lucid Magic. Für Ende des Jahres plante die Band eine Europatournee mit Nebula und The Monkeywrench, die jedoch nicht verwirklicht werden konnte, da weder Beard of Stars Records noch High Beam Music die Tour finanziell unterstützen konnten. Die Band löste sich daraufhin auf. In ihrer Karriere trat die Band auch unter anderem zusammen mit Nebula und Rollins Band auf.

## Stil
Laut Brian Giffin in seiner Encyclopedia of Australian Heavy Metal ist Emerald Liquid Odyssey im Gegensatz zu Dripping Silver Heat weniger melodisch und dafür rockiger. steelcitysound.wordpress.com befand, dass sich die Band stark beim Stoner Rock sowie beim Hard Rock der 1970er Jahre bediente, während die Musik auf musicmight.com als Science-Fiction-Rock betitelt wurde. Chris Barnes von hellridemusic.com stellte Riffs im Stil der 1970er Jahre sowie Einflüsse aus dem Psychedelic- und Progressive-Rock fest. Er bemerkte beim Hören von Lunar Mountain Sunrise starke Gemeinsamkeiten mit Grateful Dead oder Jefferson Airplane der 1960er Jahre, aber auch Black Sabbath und Blue Cheer. Im Interview mit ihm gab Wayne Stokes an, dass diese Gruppen Einfluss auf die Mitglieder ausgeübt hätten. Zu seinen weiteren Einflüssen würden Gruppen wie Orange Goblin, Motörhead, Radiohead, Budgie, australische Rockmusik sowie frühe Metallica zählen.

## Diskografie
- 1997: Dripping Silver Heat (EP, Eigenveröffentlichung)
- 1999: Lunar Mountain Sunrise (EP, High Beam Music)
- 2000: Moon Dragon (EP, Eigenveröffentlichung)
- 2000: Emerald Liquid Odyssey (Album, High Beam Music)
- 2001: Rockin’ Course (EP, High Beam Music)
- 2002: Sojourns Lucid Magic (Album, High Beam Music)
- 2002: Modulator (Single, High Beam Music)
- 2014: Dirt / Neotrantor (Split mit Hytest, Music Farmers Records)